# Anton Melbye

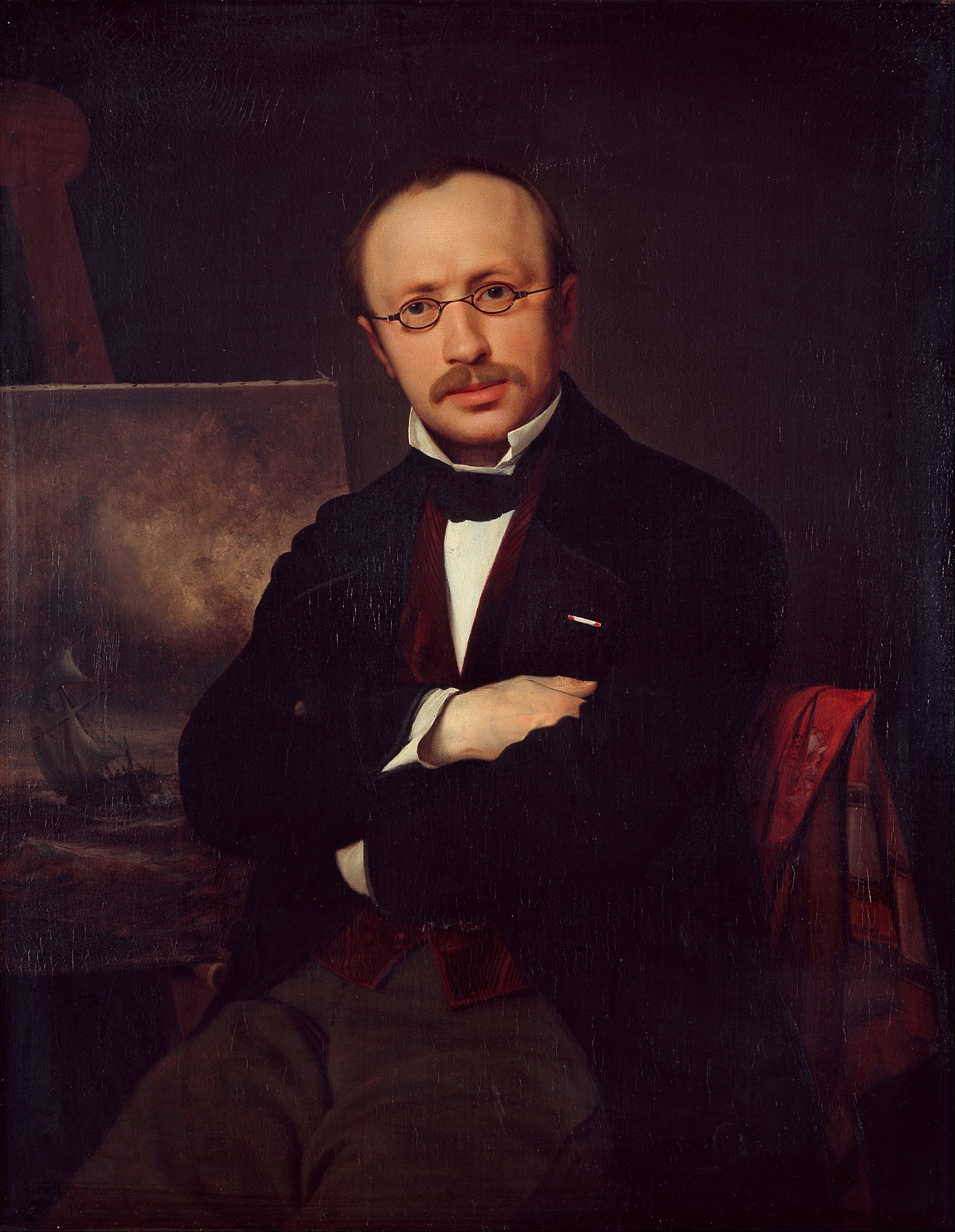
Anton Melbye 1852
Porträt von Detlev Conrad Blunck

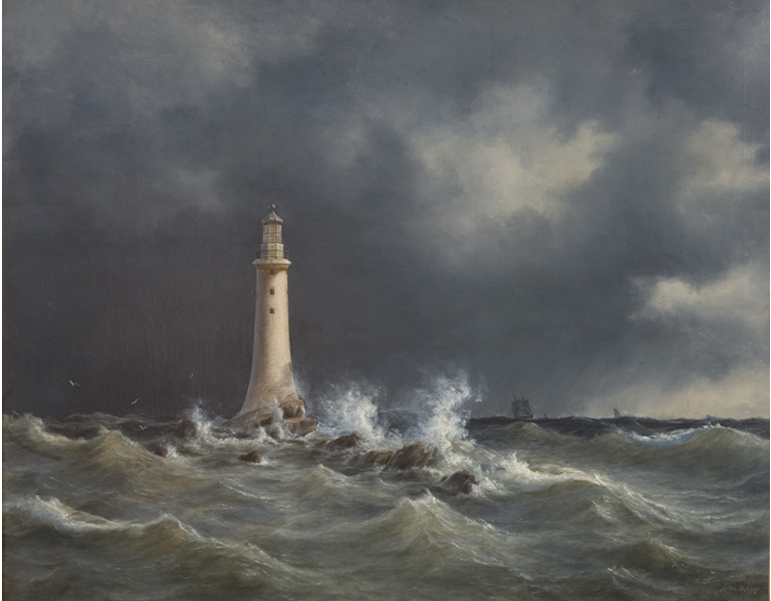
Der Eddystone-Leuchtturm 1846

Daniel Hermann Anton Melbye (* 13. Februar 1818 in Kopenhagen; † 10. Januar 1875 in Paris) war ein dänischer Marinemaler. Er war der ältere Bruder der Maler Vilhelm Melbye (1824–1882) und Fritz Melbye (1826–1869).

## Leben
Melbye erlernte ab 1833 den Beruf des Schiffszimmermanns. Wegen einer Sehschwäche musste er auf den Beruf eines Seemanns verzichten und entschloss sich 1838, wie auch seine Brüder, zum Studium der Malerei an der Königlich Dänischen Kunstakademie in Kopenhagen und war außerdem Privatschüler von Christoffer Wilhelm Eckersberg. Auch nach dem Studium blieb er mit Eckersberg befreundet.
Nach dem Studium besuchte er viele Länder, darunter Marokko und die Türkei. Von 1847 bis 1858 war er in Paris tätig, wo er von Camille Corot beeinflusst wurde. In Paris erhielt er vom Kaiser Napoleon III. einen Auftrag für ein großes Gemälde.
1855 lernte er durch seinen Bruder Fritz Camille Pissarro kennen und war zeitweise dessen Lehrer. 1858 wurde er Mitglied der Königlichen Akademie Kopenhagen und 1862 dort Professor. Er lebte nun abwechselnd dort und in Hamburg und Paris.
In Hamburg und dem damaligen dänischen Altona fand Anton Melbye ab den 1840er Jahren einen veritablen Sammlerkreis und potente Mäzene.
Regelmäßig nahm Anton Melbye an den lokalen Kunstausstellungen teil. Die Ausstellungskataloge der Melbye-Werke aus Privatbesitz lesen sich wie ein Who-is-Who der etablierten gehobenen Hamburger und Altonaer Gesellschaft.
Die engen deutsch-dänischen Verbindungen spiegeln sich hier im Austausch von Kunst und Kultur. In der Hansestadt wurden Melbye 1872 und 1900 die ersten Einzelausstellungen ausgerichtet. Von 1860 bis 1871 nahm Anton Melbye hier seinen Wohnsitz, unterbrochen von längeren Aufenthalten vor allem in Frankreich.
Anton Melbye beschäftigte sich auch mit der Daguerreotypie, die er beim Erfinder Louis Daguerre erlernte. Einen Teil seiner Aufnahmen sind erhalten geblieben, lagern in Paris und zeigen u. a. Fotos von der Französischen Revolution.
In Frankreich wurde er mit der Ehrenlegion und in Dänemark mit dem Dannebrogorden ausgezeichnet. Für das Gemälde „Eddystone-Leuchtturm“ (1846) erhielt er die Thorvaldsen-Medaille.

## Bedeutende Werke in öffentlichen Sammlungen
- Seestück, 1853, 45 × 78 cm, Alte Nationalgalerie, Berlin
- Eine Episode der Seeschlacht in der Bucht von Køge 1677, 1855, 181,5 × 253,5 cm, Statens Museum for Kunst, Kopenhagen
- Linienschiff in aufziehendem Unwetter, 1851, 115,5 × 172 cm, Statens Museum for Kunst, Kopenhagen
- Der Leuchtturm von Eddystone, 1846, 114 × 157 cm, Statens Museum for Kunst, Kopenhagen
- Dänische Korvette auf hoher See nach einem Sturm, 1848, 79 × 117 cm, Statens Museum for Kunst, Kopenhagen
- Kriegsmarine im Sonnenuntergang, 1854, 71 × 108 cm, Statens Museum for Kunst, Kopenhagen
- Holländischer Kufenboot und Linienschiff im Marssegel, 1840, 70,6 × 95,5 cm, Thorvaldsen-Museum, Kopenhagen
- Meereinsamkeit, 1852, Hamburger Kunsthalle
- Die englische Flotte ankert in der Stadt Beykoz, nordöstlich von Istanbul, Zeichnung, 1853, 29,5 × 38,5 cm, Metropolitan Museum of Art, New York City
- Fischerboot auf hoher See, Zeichnung, 1866, 26,5 × 43 cm, Metropolitan Museum of Art, New York City
- Dreimaster mit Schornstein, Zeichnung, 1861, 21,9 × 29,6 cm, Morgan Library & Museum, New York City

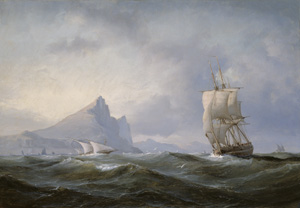
Segelschiff in Gibraltar, 1851
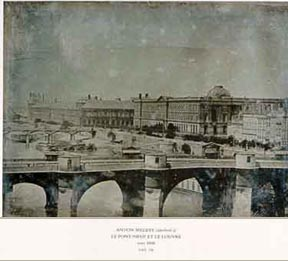
Le Pont Neuf, Daguerreotypie, 1848
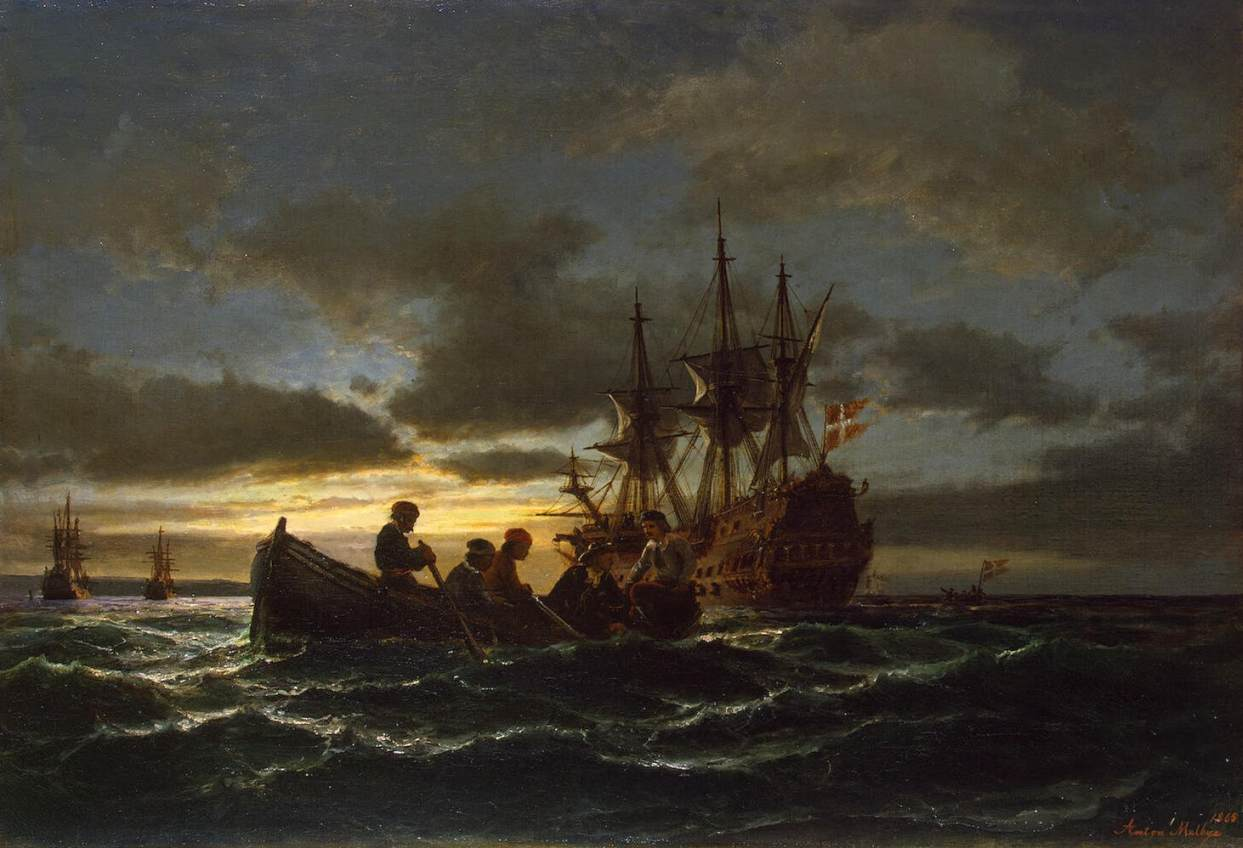
Nächtliche Seelandschaft
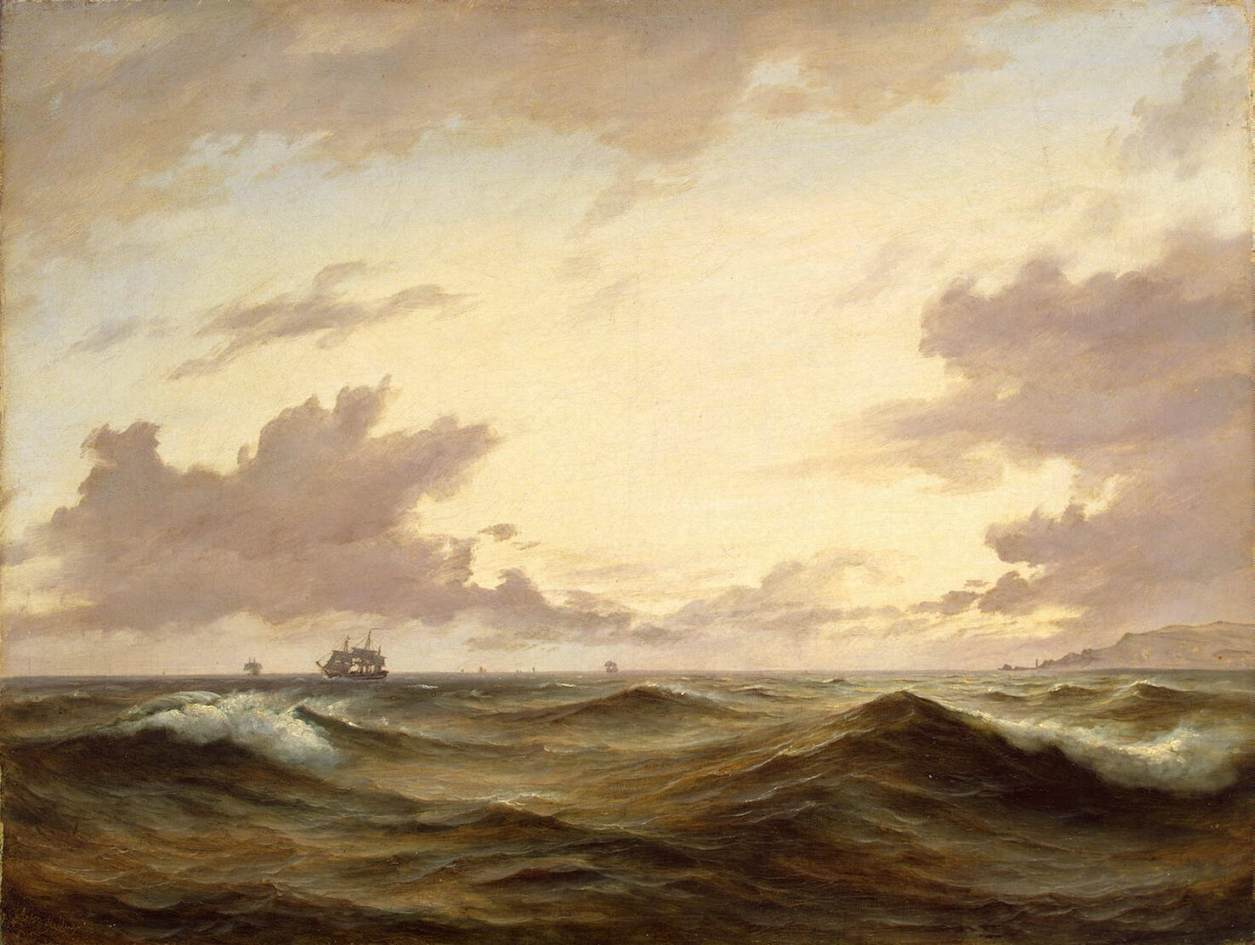
Seelandschaft
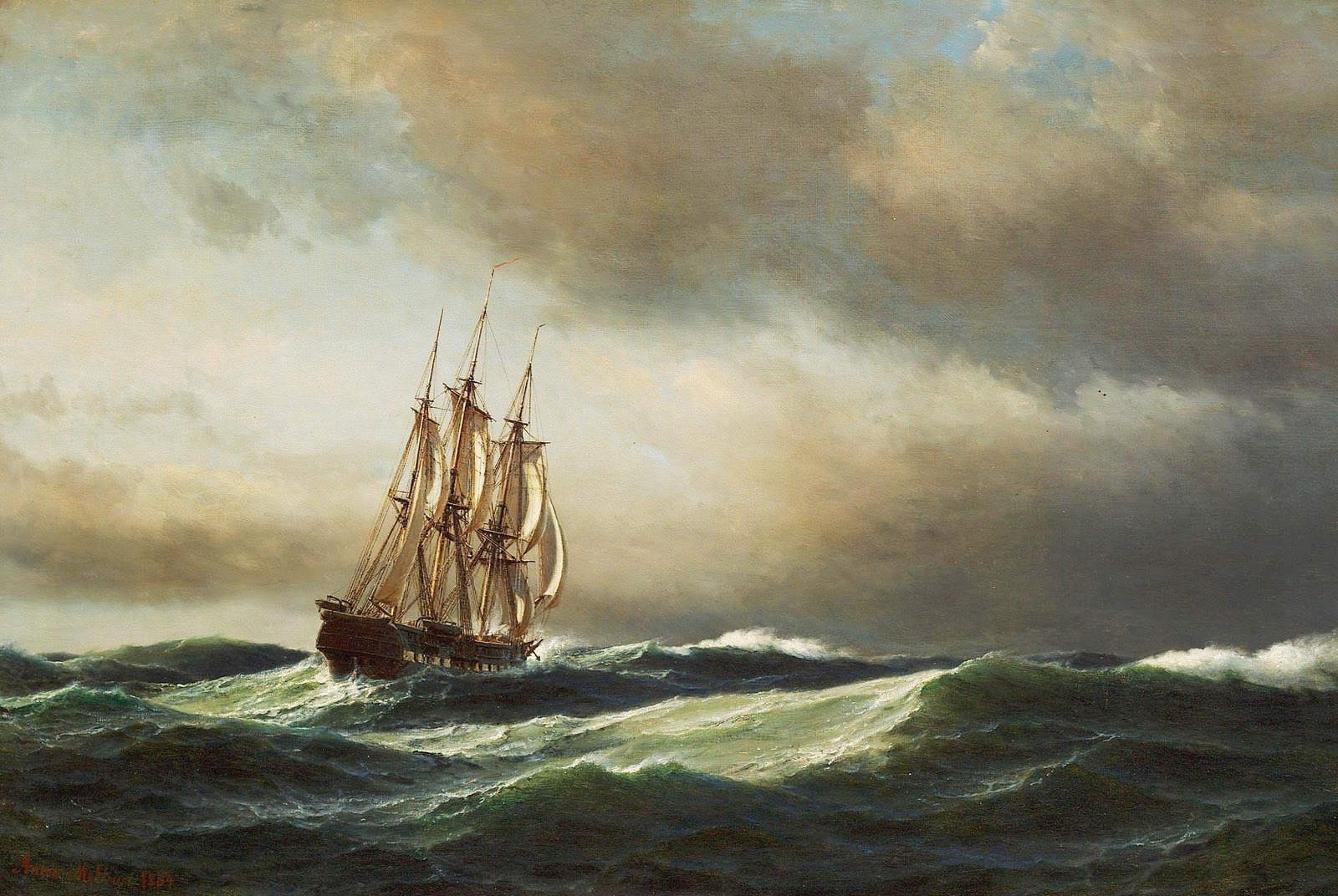
Adria

## Ausstellungen (Auswahl)
- 1872: Professor Melbyes Kohlezeichnungen, Hamburg
- 1900: Anton Melbye: Ausstellung anläßlich seines 25. Todestages, Hamburg
- 2017–2018: Melbye – Maler des Meeres, Altonaer Museum, Hamburg
- 2018: Towards Distant Horizons. Anton Melbye – 200 Years , Den Hirschsprungske Samling, Kopenhagen